# Altus
Altus (od łac. altus – wysoki; dawniej Uni Centrum, Business Center 2000) − drugi pod względem wysokości wieżowiec w Katowicach. Znajduje się naprzeciwko dawnego Instytutu Fizyki Uniwersytetu Śląskiego w Katowicach. Został zbudowany w latach 2001−2003 przez przedsiębiorstwo Mostostal Zabrze Holding SA.
Budowla liczy 30 kondygnacji nadziemnych i 125 metrów wysokości. Powierzchnia całkowita obiektu wynosi 63,3 tys. m², a kubatura 270 430 m³. Altus to trzy połączone ze sobą bryły, których wspólnym elementem jest rozległe, liczące cztery kondygnacje atrium. Druga część budynku ma 18 pięter, a trzecia − 29.

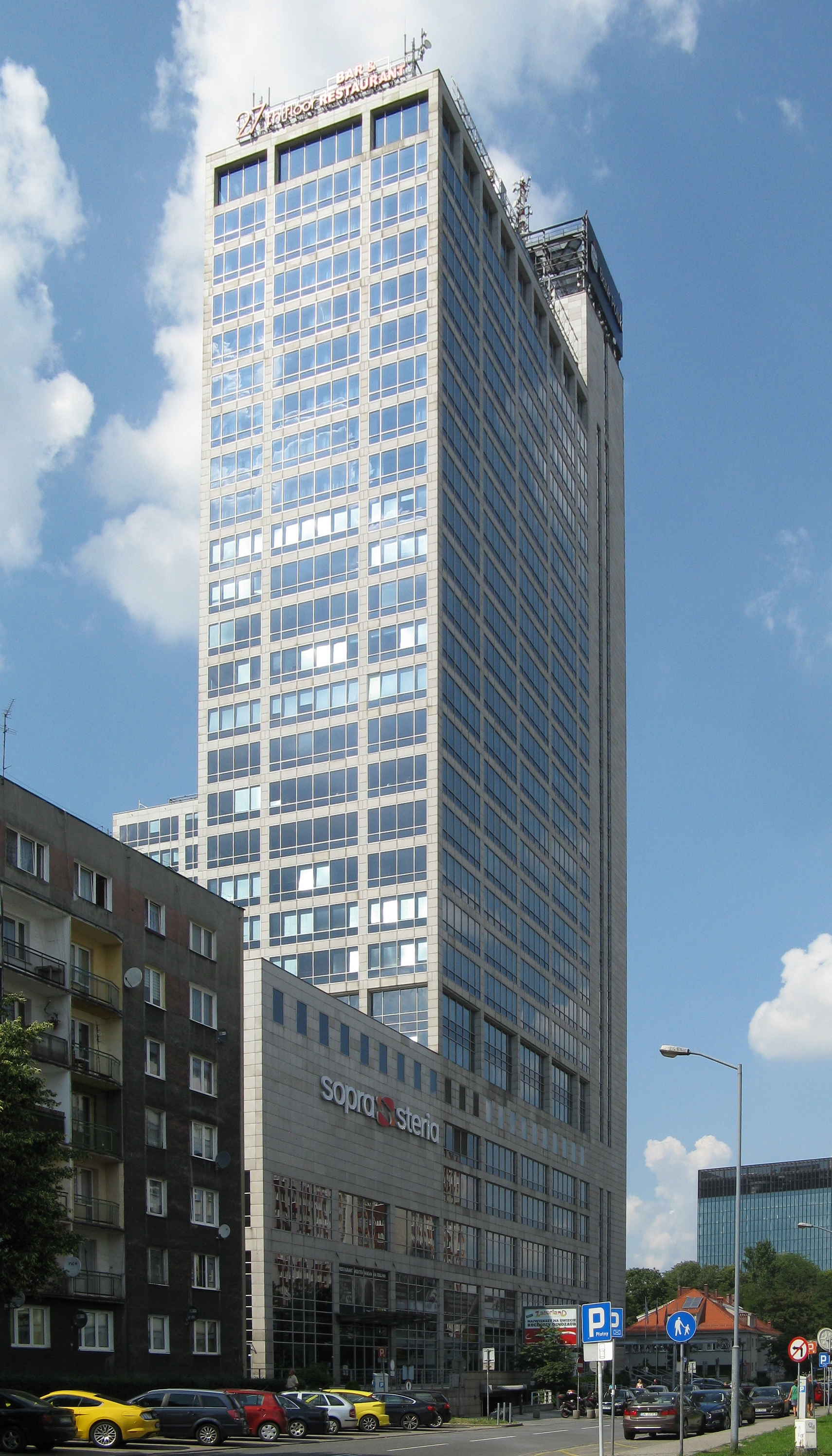
Altus od południa (2018)

W wieżowcu mieszczą się między innymi: restauracja mieszcząca się na ostatnim, 27 piętrze (91,5 m) z widokiem na cztery strony świata, Hotel Courtyard by Marriott dysponujący stu pięćdziesięcioma pokojami i apartamentami o różnym standardzie, Get-Fit Fitness, biura klasy A+ m.in.: ATM S.A., BSJP System Sp. z o.o., ENIRO POLSKA Sp. z o.o. (Panorama Firm), itWorks, Knauf, Michael Page, Segro, oddział banku PKO BP oraz restauracje Kyoto Sushi, Via Toscana S.C. Restaurant & Cafe, Costa Coffee oraz salon fryzjerski i kosmetyczny Rojan Cosmatica. Znajduje się tu również trójpoziomowy parking podziemny mogący pomieścić 550 pojazdów. W Altusie pracuje łącznie ponad półtora tysiąca osób.
Biurowiec Altus zalicza się do tzw. inteligentnych budynków. Posiada on BMS (Building Management System), który w sposób scentralizowany steruje i nadzoruje pracę wszystkich instalacji wieżowca. Sprawną komunikację wewnątrz budynku umożliwia 18 wind (w tym jedna, która może działać podczas pożaru) oraz 6 linii schodów ruchomych.
Wieżowiec jest również obiektem nadawczym dla Radia RMF Classic (częstotliwość 94,1 MHz) oraz testowej emisji w systemie DAB+ na kanale 10B (211,648 MHz)